# سیارک ۸۶۴۰
سیارک ۸۶۴۰ (به انگلیسی: 8640 Ritaschulz، نامگذاری:1986VX5) هشت هزار و ششصد و چهلمین سیارک کشف شده‌است که در ۶ نوامبر ۱۹۸۶ کشف شد.
قدر مطلق سیارک برابر ۱۳٫۱۰ است.